# Lithophane socia
Lithophane socia là một loài bướm đêm thuộc họ Noctuidae. Nó được tìm thấy ở khắp miền tây châu Âu từ Tây Ban Nha tới miền trung Scandinavia.

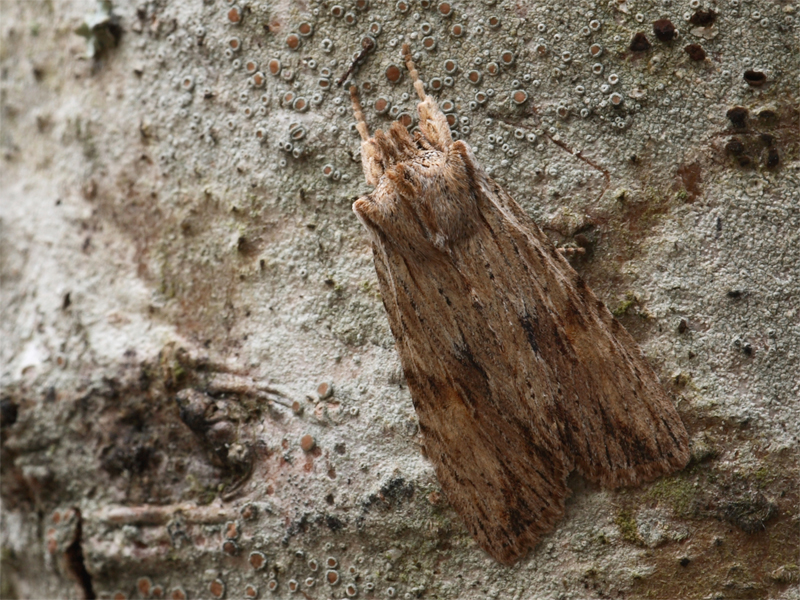

Sải cánh dài 38–46 mm. Con trưởng thành bay vào tháng 10 và tháng 11, và again after hibernation vào đầu spring, when breeding occurs.
The young Ấu trùng ăn các loài trees và shrubs, bao gồm các loài Salix (bao gồm Salix caprea và Salix myrsinifolia), older larvae also feed on low growing plants như Rumex khác nhau. Other recorded food plants include Betula (bao gồm Betula pubescens), Rubus idaeus, Malus domestica, Sorbus aucuparia, Prunus padus, Tilia (bao gồm Tilia cordata), Vaccinium myrtillus, Syringa vulgaris và Viburnum opulus.
Con trưởng thành bị hấp dẫn bởi hoa nở và quả thối của cây Hedera helix, bao gồm cả Rubus fruticosus.

## Hình ảnh

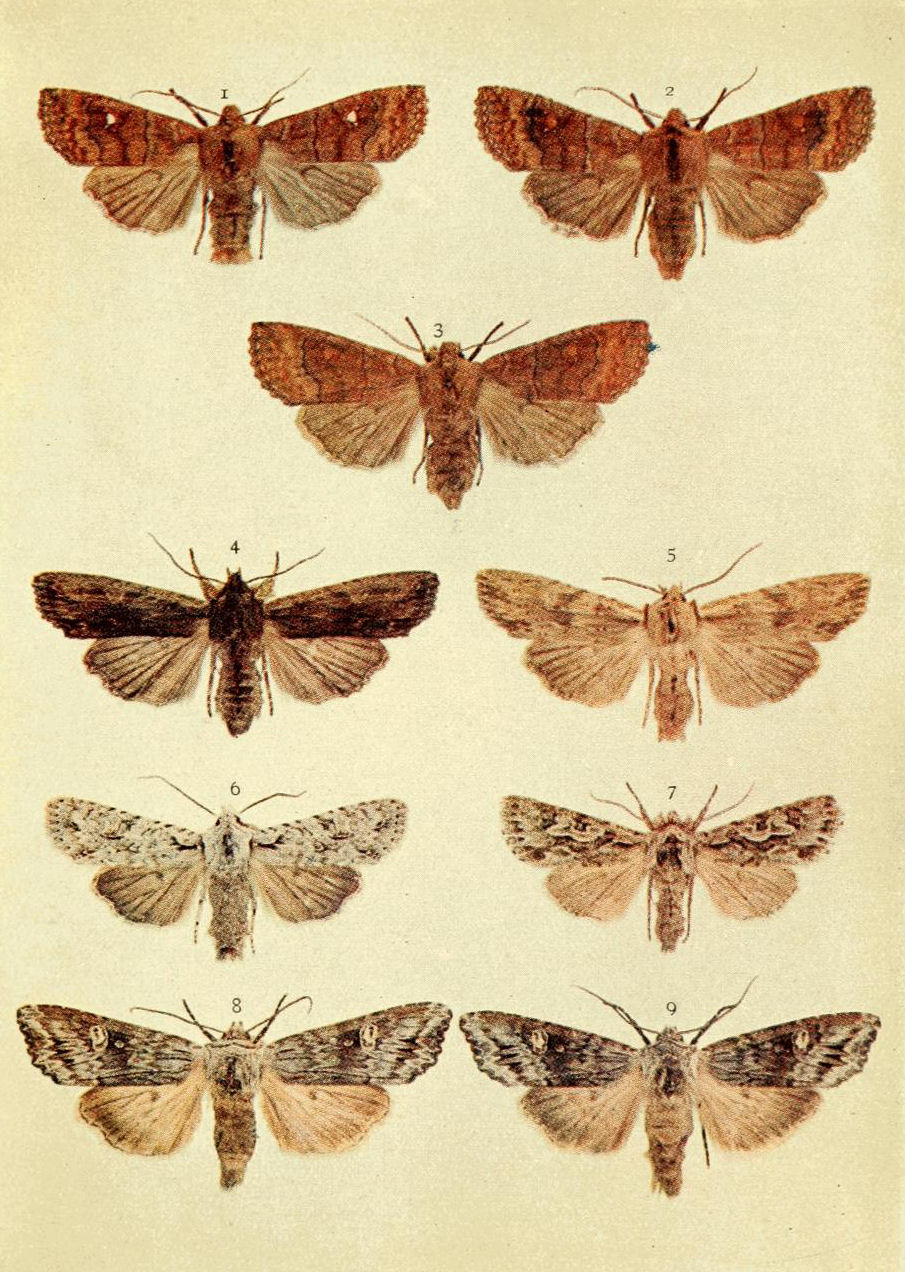